# Modicogryllus pseudocyprius
Modicogryllus pseudocyprius är en insektsart som beskrevs av Andrej Vasiljevitj Gorochov 1996. Modicogryllus pseudocyprius ingår i släktet Modicogryllus och familjen syrsor. Inga underarter finns listade i Catalogue of Life.